# Rhamnocampa
Rhamnocampa là một chi bướm đêm thuộc họ Erebidae.